# Fußball-Verbandspokal 2007/08
Über den Fußball-Verbandspokal 2007/08 wurden die Teilnehmer der 21 Landesverbände des DFB am DFB-Pokal 2008/09 ermittelt. Die Sieger der Verbandspokale waren zur Teilnahme an der ersten Runde des DFB-Pokals berechtigt. Die drei Landesverbände mit den meisten Herrenmannschaften im Spielbetrieb – Bayern, Niedersachsen und Westfalen – entsendeten zusätzlich jeweils den unterlegenen Finalisten. Somit qualifizierten sich 24 Amateurvereine über die Verbandspokale für den nationalen Pokalwettbewerb.
Mit der Neuordnung des Ligensystems im Sommer 2008 (Einführung der Dritten Liga) durften zweite Mannschaften von Profivereinen (Erste und Zweite Bundesliga) nicht mehr am DFB-Pokal teilnehmen. So nahm beispielsweise als Hamburger Teilnehmer nicht der Pokalsieger FC St. Pauli II am DFB-Pokal teil, sondern Finalgegner ASV Bergedorf 85.

## Endspielergebnisse
Die Tabelle gibt eine Übersicht über die Verbandspokal-Endspiele der Saison 2007/2008. Die Abkürzungen hinter den Vereinsnamen stehen für die Spielklassezuordnung der gleichen Saison: RL = Regionalliga (3. Liga); OL = Oberliga (4. Liga); VL = Verbandsliga (5. Liga); LL = Landesliga (5. oder 6. Liga); KL B = Kreisliga B  (8. Liga im Rheinland).
| Verbandspokal-Endspiele der Saison 2007/2008 |                               |                              |                              |                      |
| Verband | Pokal                         | Heimmannschaft               | Gastmannschaft               | Ergebnis             |
| Baden | BFV-Hoepfner-Cup              | ASV Durlach (VL)             | FC Germania Forst (LL)       | 4:1                  |
| Bayern 1 | Bayerischer Toto-Pokal        | SpVgg Ansbach 09 (OL)        | SpVgg Unterhaching (RL)      | 1:1, 5:6 i. E. 2     |
| Berlin | Berliner-Pilsner-Pokal        | Tennis Borussia Berlin (OL)  | VfB Hermsdorf (VL)           | 2:0                  |
| Brandenburg | Brandenburgischer Landespokal | SV Falkensee-Finkenkrug (VL) | SV Babelsberg 03 (RL)        | 0:1                  |
| Bremen | Lotto-Pokal                   | Brinkumer SV (VL)            | FC Oberneuland (OL)          | 0:2                  |
| Hamburg | ODDSET-Pokal                  | ASV Bergedorf 85 3 (OL)      | FC St. Pauli II (OL)         | 0:1                  |
| Hessen | Hessen-Pokal                  | SV Darmstadt 98 (OL)         | Viktoria Aschaffenburg (OL)  | 2:0                  |
| Mecklenburg-Vorpommern | Mecklenburg-Vorpommern-Pokal  | FC Anker Wismar (VL)         | TSG Neustrelitz (OL)         | 1:3                  |
| Mittelrhein | FVM-Pokal                     | FC Wegberg-Beeck (VL)        | Borussia Freialdenhoven (VL) | 3:2                  |
| Niederrhein | Diebels-Niederrheinpokal      | Fortuna Düsseldorf (RL)      | Rot-Weiss Essen (RL)         | 0:1                  |
| Niedersachsen 1 | NFV-Pokal                     | Lüneburger SK (VL)           | Eintracht Nordhorn (OL)      | 7:8 n. E.            |
| Rheinland | Bitburger-Rheinlandpokal      | Eintracht Trier (OL)         | TuS Koblenz II (KL B)        | 2:0                  |
| Saarland | Saarlandpokal                 | FC 08 Homburg (OL)           | Borussia Neunkirchen (OL)    | 2:1 n. V.            |
| Sachsen | ODDSET-Pokal                  | Chemnitzer FC (OL)           | FC Sachsen Leipzig (OL)      | 1:0                  |
| Sachsen-Anhalt | ODDSET-Pokal                  | Hallescher FC (OL)           | 1. FC Magdeburg (RL)         | 0:0 n. V., 4:3 i. E. |
| Schleswig-Holstein | SHFV-Lotto-Pokal              | Holstein Kiel (OL)           | VfB Lübeck (RL)              | 1:0                  |
| Südbaden | SBFV-Rothaus-Pokal            | FC 08 Villingen (OL)         | SC Pfullendorf (RL)          | 8:9 n. E.            |
| Südwest | Bitburger-Verbandspokal       | SV Niederauerbach 4 (VL)     | 1. FC Kaiserslautern II (OL) | 1:2                  |
| Thüringen | ODDSET-Landespokal            | ZFC Meuselwitz (OL)          | FC Rot-Weiß Erfurt (RL)      | 0:1 n. V.            |
| Westfalen 1 | Krombacher-Pokal              | Preußen Münster (OL)         | VfB Fichte Bielefeld (LL)    | 3:0 n. V.            |
| Württemberg | wfv-Verbandspokal             | TSV Crailsheim (OL)          | 1. FC Heidenheim 1846 (OL)   | 2:3                  |
| 1 Aus den drei Landesverbänden mit den meisten Herrenmannschaften im Spielbetrieb (Bayern, Niedersachsen, Westfalen) nahm zusätzlich der unterlegene Pokalfinalist am DFB-Pokal teil. 2 In Bayern folgt nach 90 Minuten Unentschieden gleich das Elfmeterschießen, keine Verlängerung. 3 Da 2. Mannschaften von Lizenzvereinen von der Saison 2008/2009 nicht mehr im DFB-Pokal starten dürfen, nahm der ASV Bergedorf 85 als Verlierer des Endspiels an der 1. Hauptrunde des DFB-Pokal 2008/09 teil. 4 Da 2. Mannschaften von Lizenzvereinen von der Saison 2008/2009 nicht mehr im DFB-Pokal starten dürfen, nahm der SV Niederauerbach als Verlierer des Endspiels an der 1. Hauptrunde des DFB-Pokal 2008/09 teil. |                               |                              |                              |                      |